# Comté de Gayndah
Le comté de Gayndah était une zone d'administration locale dans le sud-est du Queensland en Australie.
Il a fusionné le 15 mars 2008 avec les comtés de Biggenden, d'Eidsvold, de Monto, de Mundubbera et de Perry (en) pour former la région de Burnett Nord.
Le comté comprenait les villes de :
- Gayndah ;
- Ideraway ;
- Gooroolba ;
- Ban Ban Springs ;
- Byrnestown.